# Chef de Alto Nível
Chef de Alto Nível é um reality show culinário brasileiro produzido e exibido pela TV Globo desde 15 de julho de 2025. Apresentado por Ana Maria Braga, contando com a participação de Alex Atala, Jefferson Rueda e Renata Vanzetto, é a versão brasileira do programa estadunidense Next Level Chef, da FOX.

## Formato
Vinte e quatro chefs de cozinha, sendo profissionais e amadores, são divididos em três categorias diferentes em cada um dos níveis, tendo toda a gama de utensílios, recursos e alimentos para prepararem os seus pratos e levar à avaliação dos jurados. Eles também recebem toda a monitoria dos jurados e de convidados para realizarem as suas provas.
Os participantes são separados em três equipes que competem em três tipos de cozinha: alto padrão (com ampla variedade de produtos e utensílios), intermediária (com quantidade moderada de produtos e utensílios) e precária (com quantidade limitada de produtos e utensílios). A cada desafio vencido, a equipe vai subindo de nível e conquistando a imunidade. Já a equipe que não cumprir os desafios, vai caindo de nível e sendo obrigada a escolher um chef para disputar a prova de eliminação. Os dois chefs de cada nível (exceto o alto padrão) escolhidos para a eliminação são avaliados pelo chef da equipe vencedora, assim como seus companheiros podem oferecer ingredientes se solicitados. É eliminado o participante cujo prato for o menos votado pelos integrantes da equipe vencedora. Em caso de empate, o chef indicado da equipe vencedora é quem decide qual competidor permanece no jogo.
O vencedor é aquele que conseguir sobreviver toda a experiência do reality show, levando um prêmio em dinheiro.

## Participantes

### Primeira temporada
Os vinte e quatro participantes foram oficialmente revelados no dia 25 de junho de 2025.
| Participante          | Profissão              | Equipe Original | Resultado                              | Ref.   |
| --------------------- | ---------------------- | --------------- | -------------------------------------- | ------ |
| Allan Mamede (Mamede) | Confeiteiro            | Influenciadores |                                        |        |
| Arika Messa           | Professora             | Profissionais   |                                        |        |
| Luiz Lira (Lira)      | Consultor técnico      | Profissionais   |                                        |        |
| Iara Guimarães        | Chef de cozinha        | Profissionais   | 21ª eliminada³ em 19 de agosto de 2025 | [ 5 ]  |
| Ícaro Conceição       | Influenciador digital  | Influenciadores | 20° eliminado³ em 19 de agosto de 2025 | [ 5 ]  |
| Raphael Santos        | Chef de cozinha        | Profissionais   | 19° eliminado³ em 19 de agosto de 2025 | [ 5 ]  |
| Bruna Lopes           | Influenciadora digital | Influenciadores | 18ª eliminada² em 14 de agosto de 2025 | [ 6 ]  |
| Bruno Sutil (Sutil)   | Consultor de produtos  | Amadores        | 17° eliminado² em 14 de agosto de 2025 | [ 6 ]  |
| Flan Souza            | Técnica de enfermagem  | Amadores        | 16ª eliminada¹ em 12 de agosto de 2025 | [ 7 ]  |
| Luiza Soares          | Nutricionista          | Amadores        | 15ª eliminada¹ em 12 de agosto de 2025 | [ 7 ]  |
| Lucas Correia         | Chef de cozinha        | Profissionais   | 14° eliminado em 7 de agosto de 2025   | [ 8 ]  |
| Marina Fucano         | Influenciadora digital | Influenciadores | 13ª eliminada em 5 de agosto de 2025   | [ 9 ]  |
| Marina Cabral         | Empresária             | Amadores        | 12ª eliminada em 31 de julho de 2025   | [ 10 ] |
| Bruno Manoel (Preto)  | Influenciador digital  | Influenciadores | 11º eliminado em 29 de julho de 2025   | [ 11 ] |
| Gilmar Francisco      | Médico                 | Amadores        | 10º eliminado em 24 de julho de 2025   | [ 12 ] |
| Rodrigo Andrade       | Chef de cozinha        | Profissionais   | 9º eliminado em 22 de julho de 2025    | [ 13 ] |
| Kelma Zenaide         | Chef de cozinha        | Profissionais   | 8ª eliminada em 22 de julho de 2025    | [ 13 ] |
| Adriana Veloso        | Chef de cozinha        | Profissionais   | 7ª eliminada em 22 de julho de 2025    | [ 13 ] |
| Maria Clara           | Estudante              | Influenciadores | 6ª eliminada em 17 de julho de 2025    | [ 14 ] |
| Bruno Salomão (Bubu)  | Churrasqueiro          | Influenciadores | 5º eliminado em 17 de julho de 2025    | [ 14 ] |
| Maritza Bojovski      | Influenciadora digital | Influenciadores | 4ª eliminada em 17 de julho de 2025    | [ 14 ] |
| Julio Nieps           | Tatuador               | Amadores        | 3º eliminado em 15 de julho de 2025    | [ 15 ] |
| Dih Vidal             | Vendedora              | Amadores        | 2ª eliminada em 15 de julho de 2025    | [ 15 ] |
| Erickson Blun         | Cirurgião              | Amadores        | 1º eliminado em 15 de julho de 2025    | [ 15 ] |

Nota 1: Flan e Luiza foram eliminadas simultaneamente no episódio 9.

Nota 2: Bruna e Sutil foram eliminados simultaneamente no episódio 10.

Nota 3: Iara, Ícaro e Raphael foram eliminados simultaneamente no episódio 11.

## Sumário

### Primeira temporada
| Posição | Competidores | Episódios | Episódios | Episódios | Episódios | Episódios | Episódios | Episódios | Episódios | Episódios | Episódios | Episódios | Episódios | Episódios | Episódios | Episódios | Episódios | Episódios | Episódios | Episódios | Episódios |  |
| Posição | Competidores | 1         | 1         | 1         | 2         | 2         | 2         | 3         | 3         | 3         | 4         | 4         | 5         | 6         | 7         | 8         | 9         | 9         | 10        | 11        | 12        |  |
| ------- | ------------ | --------- | --------- | --------- | --------- | --------- | --------- | --------- | --------- | --------- | --------- | --------- | --------- | --------- | --------- | --------- | --------- | --------- | --------- | --------- | --------- |  |
|         | Arika        |           |           |           |           |           |           | DENTRO    | DENTRO    | SALVO     | JR        | NE        | NE        | VD        | IMUNE     | NE        | FID       | NE        | BT        | VD        |           |  |
|         | Lira         |           |           |           |           |           |           | DENTRO    | DENTRO    | SALVO     | AA        | NE        | VD        | IMUNE     | NE        | BT        | FID       | NE        | NE        | VD        |           |  |
|         | Mamede       |           |           |           | DENTRO    | DENTRO    | SALVO     |           |           |           | RV        | VD        | NE        | NE        | VD        | IMUNE     | FID       | DUELO     | NE        | DUELO     |           |  |
| 4 - 6   | Iara         |           |           |           |           |           |           | DENTRO    | DENTRO    | SALVO     | RV        | VD        | NE        | NE        | VD        | NE        | FID       | NE        | DUELO     | ELIM      |           |  |
| 4 - 6   | Ícaro        |           |           |           | DENTRO    | DENTRO    | SALVO     |           |           |           | JR        | NE        | NE        | VD        | NE        | NE        | FID       | DUELO     | DUELO     | ELIM      |           |  |
| 4 - 6   | Raphael      |           |           |           |           |           |           | DENTRO    | DENTRO    | SALVO     | AA        | NE        | VD        | NE        | NE        | VD        | FID       | BT        | NE        | ELIM      |           |  |
| 7 - 8   | Bruna        |           |           |           | DENTRO    | DENTRO    | SALVO     |           |           |           | RV        | VD        | NE        | NE        | VD        | DUELO     | FID       | NE        | ELIM      |           |           |  |
| 7 - 8   | Sutil        | DENTRO    | DENTRO    | SALVO     |           |           |           |           |           |           | AA        | NE        | VD        | DUELO     | NE        | VD        | FID       | NE        | ELIM      |           |           |  |
| 9 - 10  | Flan         | DENTRO    | DENTRO    | SALVO     |           |           |           |           |           |           | JR        | NE        | DUELO     | VD        | NE        | NE        | FID       | ELIM      |           |           |           |  |
| 9 - 10  | Luiza        | DENTRO    | DENTRO    | SALVO     |           |           |           |           |           |           | AA        | NE        | VD        | NE        | DUELO     | VD        | FID       | ELIM      |           |           |           |  |
| 11      | Lucas        |           |           |           |           |           |           | DENTRO    | DENTRO    | SALVO     | JR        | DUELO     | NE        | VD        | NE        | ELIM      |           |           |           |           |           |  |
| 12      | M. Fucano    |           |           |           | DENTRO    | DENTRO    | SALVO     |           |           |           | JR        | NE        | NE        | VD        | ELIM      |           |           |           |           |           |           |  |
| 13      | M. Cabral    | DENTRO    | DENTRO    | SALVO     |           |           |           |           |           |           | RV        | VD        | NE        | ELIM      |           |           |           |           |           |           |           |  |
| 14      | Preto        |           |           |           | DENTRO    | DENTRO    | SALVO     |           |           |           | RV        | VD        | ELIM      |           |           |           |           |           |           |           |           |  |
| 15      | Gilmar       | DENTRO    | DENTRO    | SALVO     |           |           |           |           |           |           | AA        | ELIM      |           |           |           |           |           |           |           |           |           |  |
| 16      | Rodrigo      |           |           |           |           |           |           | DENTRO    | DENTRO    | ELIM      |           |           |           |           |           |           |           |           |           |           |           |  |
| 17      | Kelma        |           |           |           |           |           |           | DENTRO    | ELIM      |           |           |           |           |           |           |           |           |           |           |           |           |  |
| 18      | Adriana      |           |           |           |           |           |           | ELIM      |           |           |           |           |           |           |           |           |           |           |           |           |           |  |
| 19      | Maria Clara  |           |           |           | DENTRO    | DENTRO    | ELIM      |           |           |           |           |           |           |           |           |           |           |           |           |           |           |  |
| 20      | Bubu         |           |           |           | DENTRO    | ELIM      |           |           |           |           |           |           |           |           |           |           |           |           |           |           |           |  |
| 21      | Maritza      |           |           |           | ELIM      |           |           |           |           |           |           |           |           |           |           |           |           |           |           |           |           |  |
| 22      | Julio        | DENTRO    | DENTRO    | ELIM      |           |           |           |           |           |           |           |           |           |           |           |           |           |           |           |           |           |  |
| 23      | Dih          | DENTRO    | ELIM      |           |           |           |           |           |           |           |           |           |           |           |           |           |           |           |           |           |           |  |
| 24      | Erickson     | ELIM      |           |           |           |           |           |           |           |           |           |           |           |           |           |           |           |           |           |           |           |  |

## Produção
Anteriormente, a TV Globo produzia e exibia o Mestre do Sabor no horário nobre entre 2019 e 2021, mas não conseguiu ter êxito com ele, apesar de ter realizado três temporadas do programa, além deste ter virado alvo de piadas por inúmeras comparações com o The Voice Brasil e o MasterChef Brasil. Por conta da baixa audiência, o reality foi cancelado em 2022.
Após dois anos sem exibir realitys culinários no horário nobre, a emissora reprisou a sétima temporada do The Taste Brasil entre os meses de outubro e dezembro de 2024 nas noites de sexta-feira, após o Globo Repórter, garantindo bons índices.
Em 16 de outubro de 2024, durante o evento Upfront 2025, a TV Globo anunciou a produção de uma versão brasileira do reality show Next Level Chef. Ana Maria Braga foi a escolhida para ser a apresentadora do novo reality show culinário da emissora, sendo também a sua estreia no horário nobre do canal. Braga já possuía uma vasta experiência em apresentação de realitys culinários desde o Mais Você, quando comandava o Super Chef e seus spin-offs (Super Chef Celebridades e Super Chefinhos), além do Jogo das Panelas, com os quatro sendo apresentados dentro do matinal e com boa repercussão. Para compor o corpo de jurados, foram escolhidos Alex Atala, Jefferson Rueda e Renata Vanzetto.
Devido aos bons índices e as espectativas acima do esperado pela Globo, a emissora anunciou em 19 de agosto de 2025 a renovação do programa para uma segunda temporada em 2026.

## Exibição
Os episódios são exibidos primeiro na TV Globo no horário nobre nas terças e quintas após a novela das nove, no caso, Vale Tudo, sendo reprisado em seguida no GNT em dias e horários alternativos.

## Spin-off
Cozinha de Alto Nível é um spin-off do Chef de Alto Nível que estreou no dia 18 de julho de 2025, sendo exibido apenas no GNT. Nesse programa, Ana Maria Braga também assume a função de apresentadora, mas agora, o júri do programa é quem faz o papel dos participantes em uma disputa sem caráter competitivo, contando com a participação de famosos e de seus familiares.

## Audiência
- Os dados são providos pelo IBOPE e se referem ao público da Grande São Paulo.

### Primeira temporada
| Episódio | Título                     | Data                 | Horário | SP   | Ref.   |
| -------- | -------------------------- | -------------------- | ------- | ---- | ------ |
| 1        | Audições - Amadores        | 15 de julho de 2025  | 22h30   | 13,2 | [ 24 ] |
| 2        | Audições - Influenciadores | 17 de julho de 2025  | 22h30   | 13,3 | [ 25 ] |
| 3        | Audições - Profissionais   | 22 de julho de 2025  | 22h30   | 15,0 | [ 26 ] |
| 4        | Top 15                     | 24 de julho de 2025  | 22h30   | 13,4 | [ 27 ] |
| 5        | Top 14                     | 29 de julho de 2025  | 22h30   | 12,6 | [ 28 ] |
| 6        | Top 13                     | 31 de julho de 2025  | 22h30   | 14,6 | [ 29 ] |
| 7        | Top 12                     | 5 de agosto de 2025  | 22h30   | 14,4 | [ 30 ] |
| 8        | Top 11                     | 9 de agosto de 2025  | 22h30   | 14,9 | [ 31 ] |
| 9        | Top 10                     | 12 de agosto de 2025 | 22h30   | 15,8 | [ 32 ] |
| 10       | Top 8                      | 14 de agosto de 2025 | 22h30   | 15,3 | [ 33 ] |
| 11       | Top 6                      | 19 de agosto de 2025 | 22h30   | 15,7 | [ 34 ] |
| 12       | Final                      | 21 de agosto de 2025 | 22h30   |      |        |